# Vierge à l'Enfant de Triel-sur-Seine
La Vierge à l'Enfant de l'église Saint-Martin à Triel-sur-Seine, une commune du département des Yvelines dans la région Île-de-France en France, est une sculpture créée au XVIe siècle ou XVIIe siècle. La Vierge à l'Enfant est inscrit monument historique au titre d'objet le 17 juin 1910. 